# فرق خبرة (فلم)
فرق خبرة هو فيلم رومانسي مصري من إخراج شريف نجيب وبطولة هدى المفتي، محمد الشرنوبي، دلال عبد العزيز، محمود البزاوي وطه دسوقي. صدر الفيلم فيي 3 نوفمبر 2021.

## نبذه
ناجي، الحالم الهادئ يخوض رحلة مفاجئة يكتشف فيها الحياة والحب والعلاقات البشرية عندما تدفعه مقابلة غير مخطط لها مع سلمى؛ إلى خوض مغامرة والهروب من مشاكله العائلية. كوميديا درامية عن مرحلة النضوج تتابع ناجي وهو يتعلم أن يتحكم في مصيره بعد أن عاش من خلال نظرة المحيطين به له.

## القصة الكاملة:
ناجي (محمد الشرنوبي) شاب هاديء وحالم ومرتبك وجبان وعديم الثقة، لا خبرة له فى الحياة، خصوصاً مع الجنس الآخر، ويعاني من خلافات والديه الدائمة، فوالده (محمود البزاوي) ضعيف الشخصية، ووالدته (دلال عبدالعزيز) المتحكمة والثائرة دائماً، والتى إستثارت والده حتى ألقي عليها يمين الطلاق، ولكنه لم يغادر المنزل، ويبحث الآن عن إمرأة أخري ليتزوجها.
يعمل ناجي فى مجال الجرافيكس والإعلانات، ويبذل جهدًا مضنياً لصالح صاحب العمل. ولأن ناجي لا خبرة له فى التعامل مع الجنس الآخر، فقد إقترح عليه صديقه هيثم (طه دسوقي) علاقات مشبوهة، ولكنه رفض التدني، فصحبه لحفلة منزلية، حيث تعرف على سلمي (هدي المفتي) وهي صاحبة خبرات أكثر مع الجنس الآخر، وتعمل كمصورة ورسامة للتاتو، وتعيش فى شقة بمفردها بعيداً عن عائلتها، بدعوي تحقيق ذاتها والإعتماد على نفسها، وتسعي بإصرار للحصول على منحة دراسية فى الخارج، ونصيبها دائماً الفشل، وقد ورطت ناجي فى سرقة كلب صغير، من حديقة أحد المنازل، بدعوي أن أصحاب المنزل يسيئون معاملة الكلب، ثم دعته الى لقاء منفرد فى شقتها، وزاد التعارف بينهما، وأخبرها كذباً أنه خارج لتوه من علاقة غرامية فاشلة، وأخبرته أنها هي الأخري، أنهت علاقة غرامية بسبب الخيانة.
قام ناجي بمساعدة صديقته سلمي، على التدريب لإجتياز امتحانات الحصول على المنحة الدراسية، فى فرصتها الأخيرة، وأحدث ذلك تقارب أكثر بينهما، وقد طلب منها أن ترسم له تاتو من إختيارها، ولكنه لم يحضر فى الميعاد، بعد أن فوجئ بحضور المأذون لمنزل والديه، لإتمام الطلاق الرسمي بينهما، ولكنهم فشلوا فى العثور على الشهود، وبسبب إحراج سلمي أمام الآخرين، لعدم حضور ناجي فى الميعاد، قررت سلمي إنهاء العلاقة بينهما، ولكنه صارحها بالحقيقة، وأنه عديم التجارب النسائية، وإضطر للكذب عليها، ولكنه فوجئ بحضور المأذون لمنزلهم، لطلاق والديه، وتعاطفت سلمي معه، ودعته مرحبة لفراشها، ولكونها المرة الاولي له، فقد فشل فى إتمامها، مما سبب له حرجاً كبيراً.
تذكر ناجي طبيب الجلدية والتناسلية إيهاب (هشام الشاذلي) الذى إقترحته عليه سلمي، لعلاج صديقه هيثم، الذى إلتقط مرضًا تناسلياً، بسبب علاقة مشبوهة، وعندما ذهب إليه يشكو حالته، أخبره الطبيب بعد الفحص أنه سليم تماماً، وأن سبب فشله هو توتره، كونها المرة الأولي، غير أن الطبيب، الذى كان هو نفسه صاحب الكلب، وتعرف على ناجي، من خلال الفيديو الذى إلتقطته كاميرات المراقبة بالحديقة، أثناء سرقة الكلب، وظن الطبيب أن سلمي هى التى ارسلت ناجي اليه، لإعادة العلاقة بينهما، فثار عليه وطلب منه إخبار سلمي بالإبتعاد عن حياته، وتركه لزوجته وأولاده، فعلم ناجي أن سلمي كانت عشيقة للطبيب المتزوج إيهاب.
وفى أحد الأفراح التى دعته سلمي إليها، شرب ناجي لأول مرة خمراً، وشاهد سلمي مع رجل كبير فى السن، وحاول مع سلمي لتمنحه فرصة أخري، بعد أن تأكد أنه سليم وطبيعي، وعندما صدته، واجهها بموضوع الكلب وعشيقها الدكتور ايهاب، وأخبرته بسعيها الدائم للتعرف على أصحاب الخبرات، وليس العيال أمثاله، الذين يحملونها مسئوليتهم، وأن عليه أن يعتمد على نفسه، ولا يترك مصيره فى يد الآخرين، وصارحها ناجي بحبه لها، ولكنها لم تستجب له.
بدأ ناجي يكتشف العلاقات البشرية ويكتسب الخبرات فى الحب والحياة، وإستجاب لوالده الذى طلب منه مقابلة السيدة التى تعرف عليها، ويريد الزواج بها، ولكن والدته أفسدت الموضوع بعد أن علمت به. أخذ ناجي مدخراته من والدته، واستأجر شقة منفرداً، وإستقال من عمله المجهد، وحصل على عمل آخر، وقابلته سلمي بعد أن حصلت على المنحة الدراسية، وشكرته قبل سفرها للخارج، وتمنت له التوفيق. إعتمد ناجي على نفسه وشعر بالراحة بعد أن عاد الوئام المؤقت بين والديه، ودعي صديقته الجديدة لتناول الطعام فى شقته الخاصة. (فرق خبرة)

## فريق العمل

### التمثيل
| - محمد الشرنوبي: ناجي - هدى المفتي: سلمى - دلال عبد العزيز: والدة ناجي - محمود البزاوي: والد ناجي - طه دسوقي: هيثم - هشام الشاذلي: الدكتور إيهاب - سينتيا خليفة: مريم - هبة يسري: رنا - شقيقة ناجي | - شريف مندور: مختار - د. عبيدة محمود - علي السبع: يوسف - عبدالمنعم رياض: عادل بطرس - طه خليفة - ياسين أبو رواش - عمرو علاء: تامر - زميل ناجي | - محمد مرعي - جهاد حسام الدين: نورا - أدهم أبو شنب - أمير فهمي - سماح غالي - ضحى سعودي - حبيبة حسام | - سحر صبري: خالة ناجي - شهاب عبد الله - أحمد هشام - عمرو جلال - أحمد حسين بيومي - احمد حسين محمود - تيم وجيه:الطفل |

### الإداريون
| - محمد حفظي: منتج - شاهيناز العقاد: منتج - محمد صبري أباظة: منتج فني - خالد كمال: مدير انتاج - محمد عزوز: ادارة انتاج - أميرة شريف: منتج منفذ | - محمد طارق: مدير انتاج - محمد عبدالفتاح: مدير ادارة انتاج - لاجوني للإنتاج السينمائي: شركة الإنتاج - شريف نجيب: مخرج - مصطفى التاجي: اسكريبت ملابس - مروة البرماوي: مهندس الديكور - أحمد جابر: مكساج | - أحمد جبر: مدير التصوير - شريف نجيب: القصة - كمال الملاخ: مونتاج - محمد حلمي عرمان :مونتاج - ساري هاني: موسيقى تصويرية - خالد محمد: مهندس الصوت - عمرو سليمان: تسجيل المؤثرات والدوبلاج - إنجي المر:ستايلست |

## وصلات خارجية
- فرق خبرة على موقع IMDb (الإنجليزية)
- فرق خبرة على موقع الدهليز
- فرق خبرة على موقع قاعدة بيانات الأفلام العربية
- فرق خبرة على موقع قاعدة بيانات الفيلم (الإنجليزية)
- فرق خبرة على موقع ليتربوكسد (الإنجليزية)